# Vörstetten

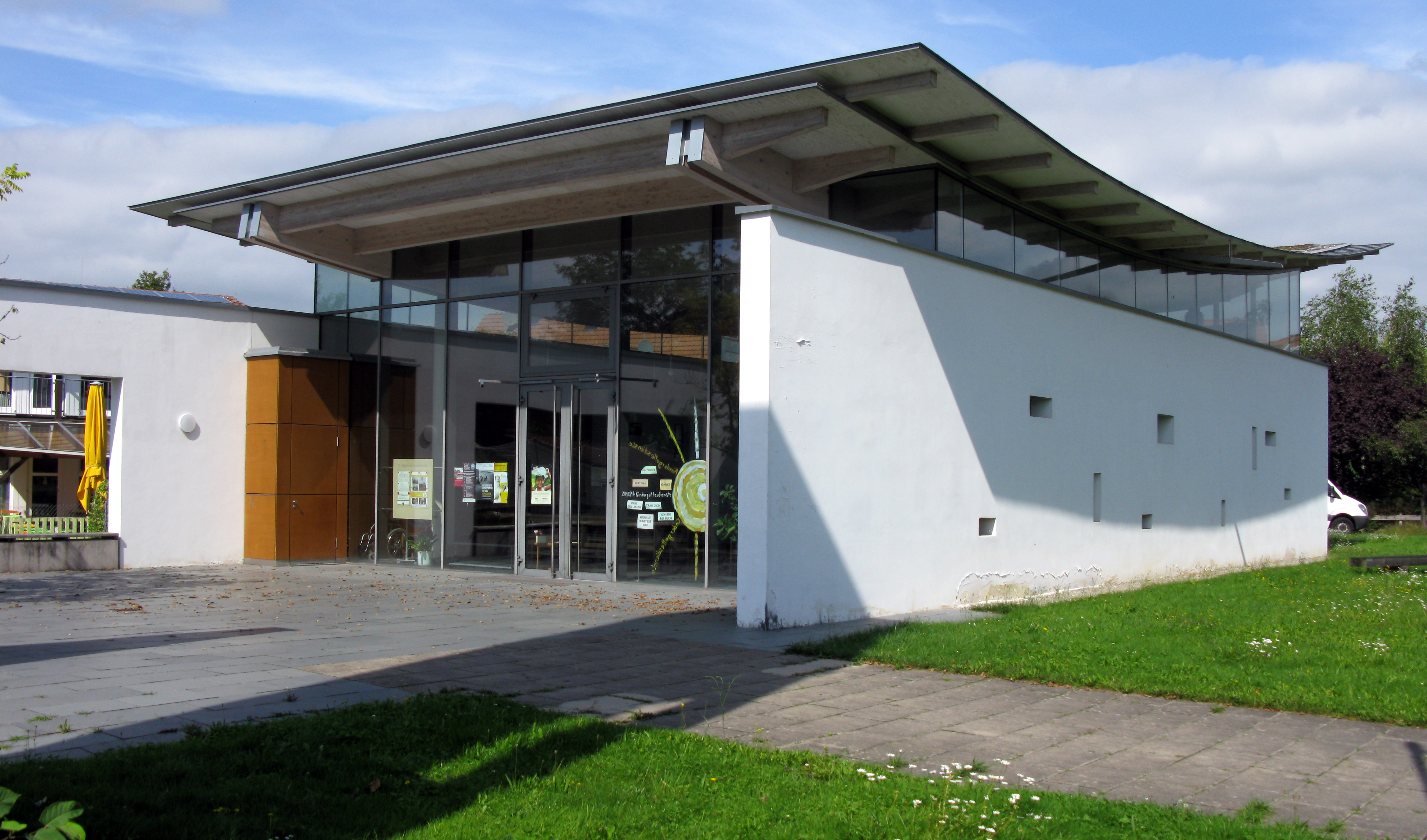
Iglesia St. Maximilian Kolbe

Vörstetten es un municipio ubicado en el distrito de Emmendingen, en Baden-Wurtemberg, Alemania. Tiene una población estimada, a fines de 2020, de 3124 habitantes.

## Puntos de interés
- Alamannen-Museum Vörstetten